# Atanas Paparizow
Atanas Atanasow Paparizow, bułg. Атанас Атанасов Папарѝзов (ur. 5 lipca 1951 w Sofii) – bułgarski polityk i urzędnik państwowy, minister, poseł do Parlamentu Europejskiego (2007–2009).

## Życiorys
Po ukończeniu szkoły średniej z wykładowym językiem angielskim w Sofii studiował międzynarodowe stosunki gospodarcze na MGIMO, gdzie w 1977 uzyskał również doktorat. Po powrocie do kraju podjął pracę w resorcie stosunków gospodarczych z zagranicą, stał na czele departamentów organizacji międzynarodowych, międzynarodowego handlu i cen oraz dyrekcji ds. organizacji międzynarodowych i krajów z rozwiniętą gospodarką rynkową tego ministerstwa. Był też ekspertem ds. GATT.
Sprawował liczne funkcje rządowe w gabinetach socjalistycznych. W 1990 pełnił krótko obowiązki wiceministra stosunków gospodarczych z zagranicą. Od września 1990 do grudnia 1991 kierował tym resortem, tę samą funkcję pełnił od stycznia 1996 do lutego 1997. W 1991 sprawował urząd bułgarskiego zastępcy gubernatora Banku Światowego.
Zaangażował się w działalność w Bułgarskiej Partii Socjalistycznej był członkiem jej rady naczelnej (1990–2007) oraz przewodniczącym rady integracji europejskiej (od 2001). W 1990 został wybrany na posła do Zgromadzenia Narodowego 36. kadencji. Mandat utrzymał w wyborach z 1992, 1997, 2001 i 2005. W trakcie swej kariery parlamentarzysty był m.in. przewodniczącym komisji polityki gospodarczej (1994–1996) oraz komisji spraw zagranicznych (1991–2005). W Zgromadzeniu 40. kadencji stał na czele komisji ds. integracji europejskiej (2005–2007).
Od września 2005 do grudnia 2006 pracował jako obserwator w Parlamencie Europejskim. 1 stycznia 2007 objął obowiązki deputowanego, a w maju 2007 został wybrany na tę funkcję w wyborach powszechnych. Zasiadł w szeregach Partii Europejskich Socjalistów. Pracował w Komisji Przemysłu, Badań Naukowych i Energii. W wyborach w 2009 nie uzyskał reelekcji.